# عتبان بن مالك
عِتْبَان بن مالك صحابي من الأنصار من بني غنم بن عوف من الخزرج، آخى النبي محمد بينه وبين عمر بن الخطاب، وشهد غزوات بدر وأحد والخندق، ثم ذهب بصره. وعتبان هو الذي سأل النبي محمد أن يرخّص له الصلاة في منزله، فسأله النبي محمد: «هل تسمع النِّدَاء؟»، فقال: «نعم». فلم يُرَخِّص له. توفي عتبان بن مالك في وسط خلافة معاوية بن أبي سفيان.